# Нюрнберг (аеропорт)
Міжнародний аеропорт імені Альбрехта Дюрера або аеропорт Нюрнберга (IATA: NUE, ICAO: EDDN), нім. Albrecht Dürer Flughafen Nürnberg — міжнародний аеропорт Франконської конурбації та Нюрнберга, є другим аеропортом Баварії за пасажирообігом після аеропорту Мюнхена. Розташований за 5 км на північ від центру міста Нюрнберга.
Аеропорт є хабом для:
- Eurowings
- Ryanair

## Статистика
Див. джерело запитів Вікіданих та джерела.

## Авіалінії та напрямки
| Авіакомпанія                  | Пункт призначення |
| ----------------------------- | --- |
| Aegean Airlines               | Сезонний: Салоніки |
| Air France                    | Ліон, Париж-Шарль де Голль |
| Astra Airlines                | Сезонний чартер: Салоніки |
| British Airways               | Сезонний: Лондон-Гатвік |
| Bulgarian Air Charter         | Сезонний чартер: Бургас, Варна |
| Corendon Airlines             | Сезонний: Анталія |
| Corendon Airlines Europe      | Сезонний: Іракліон, Родос |
| Eurowings                     | Берлін-Тегель, Дюссельдорф, Гамбург, Пальма-де-Мальорка, Відень Сезонний: Іракліон, Ольбія, Спліт |
| KLM                           | Амстердам |
| LOT Polish Airlines           | Варшава-Шопен |
| Lufthansa                     | Франкфурт, Мюнхен |
| Onur Air                      | Сезонний: Анталія |
| Pegasus Airlines              | Стамбул-Сабіха Гекчен Сезонний: Анталія, Ізмір |
| Ryanair                       | Афіни (з 27 жовтня 2019), Барі, Мілан-Бергамо, Будапешт, Копенгаген (з 30 жовтня 2019), Київ-Бориспіль (з 21 жовтня 2019), Краків, Лондон-Станстед, Мадрид (завершення 25 жовтня 2019), Мальта, Марракеш, Неаполь, Палермо, Піза, Порту, Рим-Чіампіно, Тель-Авів-Бен-Гуріон (з 28 жовтня 2019), Салоніки, Вільнюс Сезонний: Аліканте, Малага, Пальма-де-Мальорка (з 1 червня 2019), Задар |
| SunExpress                    | Анталія Сезонний: Ізмір |
| SunExpress Deutschland        | Хургада Сезонний: Іракліон |
| Swiss International Air Lines | Цюрих |
| Tailwind Airlines             | Сезонний чартер: Анталія |
| TUI fly Deutschland           | Сезонний: Корфу, Фуертевентура, Гран-Канарія, Іракліон, Хургада, Кос, Марса-Алам, Родос, Тенерифе-Південний |
| Turkish Airlines              | Стамбул-Аеропорт |
| Vueling                       | Барселона |
| Wizz Air                      | Бухарест, Клуж-Напока, Київ-Жуляни, Сібіу, Скоп'є, Тімішоара (з 2 вересня 2019) Сезонний: Софія |